# Copa del Mundo de Ajedrez 2005
La Copa del mundo de ajedrez 2005 fue un torneo calificatorio para el Campeonato mundial de la FIDE 2007. Fue un torneo por eliminatorias con 128 jugadores, que se llevó a cabo del 27 de noviembre al 17 de diciembre de 2005, en la ciudad rusa de Khanty-Mansiysk. El ganador fue el ajedrecista armenio Levon Aronian.
Los mejores 10 jugadores calificaron para el torneo de candidatos del campeonato del mundo de 2007. Debido a que uno de los 10 primeros lugares (Étienne Bacrot) había calificado al torneo de candidatos debido a su ELO, el undécimo lugar (Vladimir Malakhov) también calificó.

## Significancia
La copa del mundo 2005 fue parte del ciclo para el campeonato del mundo 2007; 10 jugadores de la copa del mundo clasificaron al torneo de candidatos y 3 de ellos eventualmente calificaron para a la etapa final.
Debido a su relevancia, y a la cantidad de lugares que otorgó para la siguiente fase del campeonato del mundo muchos jugadores fuertes participaron, con la excepción de los cuatro primeros lugares del Campeonato Mundial de Ajedrez 2005 de la FIDE (Veselin Topalov, Viswanathan Anand, Peter Svidler y Alexander Morozevich) y del entonces campeón del mundo Vladímir Krámnik, quienes ya tenían su lugar asegurado en el torneo final del campeonato mundial.

## Formato del torneo
El torneo siguió el mismo estilo que los campeonatos del mundo de la FIDE jugados entre 1998 y 2004. Se trata de un torneo en formato de eliminatorias; en cada ronda se juegan encuentros a dos partidas alternando colores usando el control de tiempo de la FIDE (90 minutos para las primeras 40 jugadas, y 15 minutos para el resto de la partida, con 30 segundos de incremento después de cada jugada). Cada partida tiene un valor de 1 punto, y en caso de tablas cada jugador recibe 0.5 puntos.
En caso de que el encuentro de dos partidas termine igualado, se juegan desempates con controles de tiempo rápidos.
- El primer desempate consiste en un encuentro a 2 partidas rápidas (25 minutos para toda la partida, con 10 segundos de incremento por cada jugada).

- El segundo desempate, en caso de ser requerido, consiste en un encuentro a 2 partidas blitz (5 minutos con 10 segundos de incremento)

- En caso de no haberse definido el encuentro tras dos desempates, se juega una partida Armageddon, en la que las blancas reciben más tiempo (6 minutos contra 5 para las negras), pero en caso de tablas las negras avanzan a la siguiente ronda.

Después de las primeras 3 rondas, los participantes que perdieran fueron eliminados del torneo. A partir de la cuarta ronda, los participantes derrotados continuaron jugando en paralelo para determinar las posiciones precisas de los mejores 16 jugadores y la clasificación al campeonato del mundo 2007.

## Participantes
Los 128 participantes en la copa del mundo fueron elegidos de la siguiente manera:
- Tres de los cuatro semifinalistas del Campeonato mundial de la FIDE 2004 (Rustam Kasimdzhanov, Michael Adams y Teimur Radjabov). El cuarto semifinalista (Veselin Topalov), era el campeón mundial reinante de la FIDE, y ya tenía un lugar asegurado en el siguiente ciclo por el campeonato mundial de ajedrez.
- La campeona mundial femenil 2004 (Antoaneta Stefanova).
- El campeón mundial Juvenil 2004 (Pentala Harikrishna).
- Los 22 jugadores con el mayor ELO promedio entre julio de 2004 y enero de 2005.
- 90 jugadores clasificaron a través de los campeonatos continentales y torneos zonales:
  - 46 jugadores de Europa.
  - 19 jugadores de América
  - 19 jugadores de Asia y Oceanía.
  - 6 jugadores de África.
- 8 jugadores nominados por el presidente de la FIDE.
- 3 jugadores nominados por el comité organizador.

La lista completa de participantes es:
1. Vassily Ivanchuk UKR, 2748
2. Etienne Bacrot FRA, 2725
3. Levon Aronian ARM, 2724
4. Alexander Grischuk RUS, 2720
5. Borís Gélfand ISR, 2717
6. Alexei Shirov ESP, 2710
7. Vladímir Akopián ARM, 2707
8. Teimur Radjabov AZE, 2704
9. Ruslán Ponomariov UKR, 2704
10. Sergéi Tiviakov NED, 2699
11. Ivan Sokolov NED, 2696
12. Alexey Dreev RUS, 2694
13. Gata Kamsky USA, 2690
14. Viorel Bologan MDA, 2682
15. Joel Lautier FRA, 2679
16. Lázaro Bruzón CUB, 2677
17. Evgeny Bareev RUS, 2675
18. Shakhriyar Mamedyarov AZE, 2674
19. Francisco Vallejo Pons ESP, 2674
20. Iliá Smirin ISR, 2673
21. Pentala Harikrishna IND, 2673
22. Vladimir Malakhov RUS, 2670
23. Konstantin Sakaev RUS, 2668
24. Andrei Volokitin UKR, 2666
25. Alexander Moiseenko UKR, 2663
26. Krishnan Sasikiran IND, 2663
27. Pavel Eljanov UKR, 2663
28. Hikaru Nakamura USA, 2662
29. Vadim Zvjaginsev RUS, 2659
30. Serguéi Kariakin UKR, 2658
31. Artyom Timofeev RUS, 2658
32. Zurab Azmaiparashvili GEO, 2658
33. Michal Krasenkow POL, 2655
34. Emil Sutovsky ISR, 2654
35. Alexander Areshchenko UKR, 2653
36. Alexander Khalifman RUS, 2653
37. Vadim Milov SUI, 2652
38. Mikhail Gurevich TUR, 2652
39. Sergei Rublevsky RUS, 2652
40. Loek van Wely NED, 2648
41. Ye Jiangchuan CHN, 2648
42. Zviad Izoria GEO, 2646
43. David Navara CZE, 2646
44. Giovanni Vescovi BRA, 2646
45. Karen Asrian ARM, 2645
46. Dmitry Jakovenko RUS, 2644
47. Evgeniy Najer RUS, 2641
48. Arkadij Naiditsch GER, 2641
49. Alexander Onischuk USA, 2640
50. Julio Granda PER, 2637
51. Zahar Efimenko UKR, 2637
52. Pavel Smirnov RUS, 2637
53. Sergei Movsesian SVK, 2635
54. Mikhail Kobalia RUS, 2634
55. Evgenij Miroshnichenko UKR, 2634
56. Alexander Motylev RUS, 2632
57. Evgeny Alekseev RUS, 263
58. Alexander G. Beliavsky SLO, 2631
59. Vasilios Kotronias GRE, 2626
60. Rubén Felgaer ARG, 2624
61. Andrei Istratescu ROM, 2622
62. Gilberto Milos BRA, 2620
63. Robert Kempinski POL, 2619
64. Ivan Cheparinov BUL, 2618
65. Alexei Fedorov BLR, 2616
66. Rafael A. Vaganian ARM, 2614
67. Darmen Sadvakasov KAZ, 2612
68. Ľubomír Ftáčnik SVK, 2612
69. Gregory S. Kaidanov USA, 2608
70. Ni Hua CHN}}, 2603
71. Baadur Jobava GEO, 2601
72. Murtas Kazhgaleyev KAZ, 2601
73. Michael Roiz ISR, 2600
74. Oleg Korneev RUS}}, 2599
75. Zhang Zhong CHN}}, 2598
76. Mark Paragua PHI, 2596
77. Dmitry Bocharov RUS, 2592
78. Bartlomiej Macieja POL, 2591
79. Alexander Ivanov USA, 2589
80. Valerij Popov RUS, 2588
81. Pavel Kotsur KAZ, 2587
82. Ehsan Ghaem Maghami IRI, 2586
83. Rafael Leitao BRA, 2586
84. Wang Yue CHN, 2585
85. Utut Adianto INA, 2584
86. Predrag Nikolić BIH, 2584
87. Sergey Erenburg ISR, 2582
88. Xu Jun CHN, 2582
89. Artashes Minasian ARM, 2581
90. Dao Thien Hai VIE, 2581
91. Robert Markus SCG, 2579
92. Levan Pantsulaia GEO, 2578
93. Ernesto Inarkiev RUS, 2577
94. Alexander Stripunsky USA, 2576
95. Hichem Hamdouchi MAR, 2574
96. Farrukh Ammonatov TJK, 2572
97. Magnus Carlsen NOR, 2570
98. Evgenij Agrest SWE, 2570
99. Csaba Balogh HUN, 2567
100. Yuri Shulman USA, 2565
101. Surya Shekhar Ganguly IND, 2562
102. Sergey Kudrin USA, 2551
103. Alexei Iljushin RUS, 2546
104. Yuriy Kuzubov UKR, 2541
105. Sang Cao HUN, 2538
106. Darcy Gustavo Lima BRA, 2529
107. Wang Hao CHN, 2519
108. Yu Shaoteng CHN, 2516
109. Walter Arencibia CUB, 2510
110. Li Shilong CHN, 2510
111. Nurlan Ibraev KAZ, 2508
112. Vasquez Rodrigo CHI, 2506
113. Nikolai Kabanov RUS, 2506,
114. Aleksei Pridorozhni RUS, 2506,
115. Carlos Matamoros ECU, 2501
116. Zhao Jun CHN, 2500
117. Pascal Charbonneau CAN, 2500
118. Antoaneta Stefanova BUL, 2491
119. Slim Belkhodja TUN, 2490
120. Ahmed Adly EGY, 2480
121. Diego Flores ARG, 2479
122. Gary Lane AUS, 2445
123. Kiril Kuderinov KAZ, 2432
124. Watu Kobese RSA, 2400
125. Gastón Needleman ARG, 2381
126. Ali Frhat EGY, 2306
127. Stanley Chumfwa ZAM, 2303
128. Aleksandr Sibriaev RUS, 2264